# Selective sweep
La selective sweep (più raramente chiamata spazzata selettiva), in genetica di popolazione, è la riduzione del livello di polimorfismo genetico osservato in una regione del genoma al cui interno è presente un locus sotto selezione naturale positiva.
La selective sweep è il risultato dell’azione combinata del genetic hitchhiking e della ricombinazione e costituisce una traccia lasciata sul genoma, e spesso utilizzata come carattere diagnostico, dall’azione recente della selezione naturale.

## Meccanismo
Le popolazioni mostrano un certo livello di polimorfismo genetico: se si sequenzia una regione sufficientemente estesa del genoma in un certo numero di individui si osserveranno numerosi polimorfismi al livello di sequenza (SNPs, microsatelliti, delezioni, inversioni, etc). Più semplicemente, i vari individui potranno presentare alleli e aplotipi (combinazioni di alleli) diversi.
Nel caso ideale in cui tutti gli alleli presenti in tutti i loci siano neutrali, l’evoluzione molecolare della popolazione sarebbe sottoposta esclusivamente a deriva genetica. Nel caso reale, però, alcune regioni del genoma saranno sottoposte anche a selezione naturale: ad esempio, un allele presente in uno o più individui ad un determinato locus potrebbe garantire un maggior successo di sopravvivenza o riproduzione agli individui che lo portano e tenderebbe ad aumentare in frequenza nella popolazione, poiché gli individui dotati di tale allele lascerebbero più discendenza.
Grazie all’effetto hitchhiking, dovrebbero anche aumentare le frequenze degli alleli ad esso associati (in linkage genetico): in assenza di ricombinazione, se l’allele favorito arriva a fissazione si dovrebbe osservare una sequenza perfettamente monomorfica nei suoi dintorni.
Tuttavia, un certo tasso di ricombinazione è sempre presente, così che tutti i cromosomi ricombinanti che contengono l’allele favorevole saranno ugualmente sottoposti alla selezione naturale (almeno per il carattere determinato dall’allele in esame). Di conseguenza nella popolazione cominceranno a essere presenti individui che portano l’allele favorevole, ma con varianti genetiche nelle regioni genomiche adiacenti.
Se si rappresenta in un grafico il livello di polimorfismo genetico (di qualsiasi tipo: SNPs, delezioni, duplicazioni, inserzioni, variabilità in microsatelliti…) in funzione della posizione sul genoma o della distanza dal locus sottoposto a selezione si osserverà, quindi, un livello di polimorfismo pressoché costante interrotto da una depressione locale, detta anche valle di polimorfismo, in corrispondenza del locus sotto selezione, tanto più ampia quanto più recente e forte è stata la selezione e quanto più bassa è la probabilità di ricombinazione nella regione adiacente al locus. In questa valle la variabilità genetica è molto bassa o nulla in corrispondenza del sito sotto selezione e aumenta gradualmente allontanandosi da esso in entrambe le direzioni.
Con il passare delle generazioni, la comparsa di nuove mutazioni tenderanno a ristabilire attorno all’allele fissato il tasso di polimorfismo tipico del resto del genoma, eliminando la possibilità di distinguere questa regione da una qualsiasi altra regione del genoma. È stato calcolato che la selective sweep può essere osservata per un periodo di tempo che arriva a {\displaystyle 0,1\cdot N_{e}} generazioni successive alla fissazione, dove {\displaystyle N_{e}} è la dimensione effettiva della popolazione.
La valle di polimorfismo è distinguibile da un generico effetto di riduzione complessiva del polimorfismo causata da processi demografici quali colli di bottiglia o effetto del fondatore, poiché in questi casi la variabilità genetica diminuisce in modo omogeneo in tutto il genoma. Può essere dunque utilizzata per individuare le regioni del genoma che contengono i siti che sono stati recentemente sottoposti a forte selezione positiva, anche senza conoscere gli agenti di selezione coinvolti.

## Tipi di selective sweep
È noto che non tutte le selective sweeps causano una riduzione nei livelli di polimorfismo allo stesso modo. In letteratura ne sono state descritte tre categorie:
- Hard selective sweep o selective sweep classico: un allele favorevole compare per mutazione ed è, quindi, inizialmente presente in uno o pochi individui. L’importante vantaggio adattativo che conferisce agli individui portatori porta ad un rapido aumento della sua frequenza nella popolazione e ad una rapida fissazione. In questo caso ci si aspetta che la valle di polimorfismo sia relativamente ampia ed il polimorfismo al suo interno molto basso, se non nullo[11].
- Soft sweep from standing genetic variation: si verifica quando una mutazione neutrale presente in una popolazione diventa vantaggiosa a causa di un cambiamento ambientale. In questo caso l’allele favorevole potrà essere presente in più aplotipi diversi, a causa della ricombinazione intervenuta e della comparsa di nuove mutazioni; la valle di polimorfismo sarà, in questo caso, meno evidente[12][13].
- Multiple origin soft sweep: si verifica quando simili mutazioni positive si originano su differenti backgrounds genetici in modo tale che nessun background in particolare possa avere un’elevata frequenza. Ad esempio si potrebbe considerare il caso in cui sia particolarmente favorevole l’inattivazione di un gene o la riduzione della sua espressione: questa potrebbe avvenire in molti modi, con molte mutazioni diverse. Se due o più di queste si verificano separatamente in diversi individui ciascuna darà origine a un fenomeno di selective sweep, e quindi si avranno due valli sovrapposte, al cui interno il livello di polimorfismo sarà basso ma non nullo, poiché gli aplotipi di partenza sono diversi[14].

## Esempi di studi
La selective sweep è stata osservata in diversi studi in molte specie.
- In una popolazione di laboratorio Drosophila simulans, artificialmente selezionata per la resistenza al DDT, è stata osservata una valle di polimorfismo corrispondente alla regione del cromosoma 2R contenente il gene Cyp6g1, codificante per il citocromo P450[6].
- Nella popolazione sud-est asiatica di Plasmodium falciparum (agente eziologico della malaria) esaminando la variabilità della regione del cromosoma 4 attorno al gene dhfr (codificante per la deidrofolato reduttasi, enzima che conferisce resistenza al farmaco antimalarico pirimetamina) è stata individuata una valle di polimorfismo, interpretata come il risultato di una veloce fissazione del gene dhfr a seguito dell’introduzione del farmaco negli anni ‘70[15].

## Esempi perHomo sapiens
Nella letteratura scientifica sono presenti alcuni casi di selective sweep nella nostra specie, che esibisce quindi prove di selezione naturale recente. In pochi casi è noto il carattere controllato dalla regione del genoma sottoposta a selezione.
- Una regione del cromosoma 2 che contiene gli elementi che regolano l’espressione della lattasi nell’uomo: tali elementi sono stati sottoposti a forte selezione positiva nelle popolazioni che hanno scoperto l’allevamento degli animali da latte: in queste popolazioni, la capacità di digerire il latte anche in età adulta ha probabilmente costituito un importante vantaggio. Le tracce della selective sweep sono state osservate in popolazioni africane ed europee e sono pressoché assenti nelle popolazioni africane che non hanno mai compiuto il passaggio dallo stato di cacciatori-raccoglitori ad allevatori[7][12].
- Una regione del cromosoma 11, contenente il gene codificante per la beta globina, subunità dell’emoglobina. La mutazione in esame è quella responsabile dell’anemia falciforme, che conferisce, negli individui eterozigoti, una certa resistenza alla malaria[16].